# NTTデータルウィーブ
NTTデータルウィーブ株式会社（エヌティティデータ ルウィーブ、NTT DATA Luweave Corporation）は、本社を東京都千代田区に置く日本のシステムインテグレータ。NTTデータの完全子会社。

## 概要
1961年に伊オリベッティ社の22番目の同系会社・日本オリベッティとして設立された。その後は蘭ジェトロニクス日本法人となり、現在ではNTTデータの傘下に入っている。2021年に現社名に変更した。

## 沿革
- 1961年9月 - 伊オリベッティ社の22番目の同系会社として、日本オリベッティ株式会社設立
- 1998年3月 - オリベッティ社から米Wang Global社に株主が変更
- 1999年7月 - 米Wang Global社からジェトロニクス社に株主が変更
- 2000年1月 - ジェトロニクス・オリベッティ株式会社に社名変更
- 2002年4月 - ジェトロニクス株式会社に社名変更
- 2007年5月 - 筆頭株主がジェトロニクス社からNTTデータに変更。NTTデータ ジェトロニクス株式会社[注釈 1]に社名変更
- 2021年
  - 3月 - 株式会社NTTデータの100％子会社となる。
  - 10月 - NTTデータルウィーブ株式会社に社名変更

## 主なサービス

### 金融ソリューション
金融機関向けのソリューションを50年以上に渡り提供し続けている実績がある。特にSWIFT、アンチマネーロンダリング、日銀ネット接続、外為システムなど国際決済システムに強い。なお、日本でSWIFTを扱っているのは同社とSCSKのみである。

### インフラストラクチャ・サービス・ソリューション
企業のITインフラ分野のインテグレーションをワンストップで提供している。2022年4月現在、NTTデータグループで唯一のシスコシステムズ社認定ゴールドパートナー資格を有するなど、特にネットワーク分野における専門性の高さに強みを持っている。
Cisco Partner Conference Japan（CPCJ）において、2021年11月には「Area Partner of the Year（首都圏部門）」、2022年12月には「Innovation Partner of the Year Business Resiliency Network」を受賞するなど、内外から高い評価を受けている。そのほかFortinet、PaloAlto、Zscalerなどのトップシェアソリューションもマルチベンダーで提供している。

### ビジネス・ソリューション
最新のIT技術を活用し、業務効率化や生産性向上への取り組みを支援するソリューション、50年以上にわたる実績をもつ農協ソリューションなどを提供している。

### スマートデバイス・ソリューション
スマートフォンやタブレット端末を効果的に使うためのソリューションを提供している。そのほか新規ビジネスとして、会議室予約システム「iMeeting-R」、社員食堂用レジシステム「CoolRegi」の自社開発、提供をしている。

### 運用・保守サービス
全国にサービス拠点・パートナー会社があり、迅速なサポート体制を築いている。

## 事業所
- 川崎オフィス - 神奈川県川崎市川崎区日進町1-14　キューブ川崎ビル
- 東北事業所 - 岩手県盛岡市中央通3-7-1　岩手政経ビル3階
- 関東事業所 - 茨城県水戸市元吉田町1640
- 首都圏事業所 - 東京都国立市富士見台3-22-5　セイチビル1階
- 西日本事業所 - 大阪府吹田市垂水町3-25-8

## 社会文化活動
- 肢体不自由児・者の美術展への協賛
- 文化広報誌『SPAZIO』発刊
- LIT's Cafeを利用した情報配信

## 関連会社
- 株式会社イクズアネックス